# Karakter (boek)

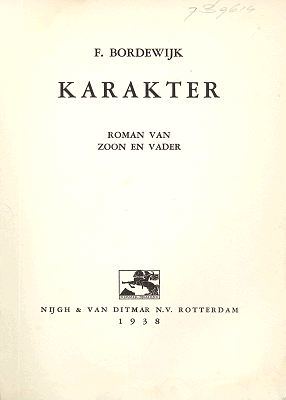
Titelpagina (1938)

Karakter (1938) is een roman van de Nederlandse schrijver F. Bordewijk.

## Vorm
Karakter is een bildungsroman. In lijn met dat laatste heeft Bordewijk het boek de opdracht meegegeven "Aan mijn kinderen Nina en Robert". De hoofdstukken zijn niet genummerd, maar wel voorzien van een korte titel, passend bij de afstandelijke toon die veel werk van Bordewijk in het interbellum kenmerkt. Zo afgebeten in toon als Bint is Karakter echter niet. Het boek heeft het perspectief van een auctoriële verteller. Het verhaal speelt zich hoofdzakelijk af in het Rotterdam van na de Eerste Wereldoorlog tot eind jaren '30. Zoals in veel van zijn romans en verhalen heeft Bordewijk de personages voorzien van namen die passen bij hun eigenschappen. Zo wordt al direct het contrast geschetst tussen de wilskrachtige, soms ruwe vader Dreverhaven, een nietsontziende deurwaarder, en de elegante, introverte, ietwat neurotische zoon Katadreuffe die vooral op zijn moeder lijkt. Ook bijfiguren dragen passende namen, zoals de machtige advocaat Stroomkoning, de frauderende bureauchef Rentenstein en de angstaanjagende deurwaardersassistent Den Hieperboree.

## Inhoud en duiding
De hoofdpersoon is de onwettige zoon die de deurwaarder A.B. Dreverhaven verwekt heeft toen hij zich opdrong aan zijn achttienjarige dienstmeisje Jacoba (Joba) Katadreuffe. Het contact is echter niet geheel tegen haar zin. De titel Karakter verwijst vooral naar deze drie personen die door de bloedband verbonden zijn. De hoofdpersoon, Jacob Willem Katadreuffe, ontwikkelt zijn karakter en bereikt zo zijn doelen onder de machtige schaduw van de meedogenloos doelgerichte maar grotendeels afwezige vader. Minder uitgewerkt speelt het koppige zelfbewustzijn van Joba een rol. Zij voedt Jacob in armoede op en vertelt hem niets over zijn vader, omdat ze een huwelijk, de erkenning van het vaderschap en zelfs de tot twaalfmaal toe vrijwillig gegeven alimentatie van de vader weigert. Een verhaallijn waarin zij een aanzoek van een andere man afwijst, benadrukt dat niet rancune, maar trots en een onafhankelijke wil haar drijfveren zijn.
De hoofdpersoon opent een sigarenwinkel, maar mislukt in deze nering. Met veel doorzettingsvermogen ontwikkelt hij zich echter tot een succesvolle advocaat. De ondertitel (Roman van zoon en vader) verwijst naar de relatie tussen de hoofdpersoon en zijn vader die voortdurend op de achtergrond aanwezig is en zijn volwassen zoon op allerlei manieren tegenwerkt en zelfs diens faillissement aanvraagt. Dit wordt afgewezen wegens gebrek aan baten, aangezien Katadreuffes enige bezit een stapeltje boeken ter waarde van vijftien gulden is, maar jaren later, op het moment dat Katadreuffe zich met een betrekking op een advocatenkantoor uit de armoede heeft gewerkt en het faillissement vrijwel vergeten is, laat Dreverhaven zijn zoon met succes bankroet verklaren en smoort daarmee nagenoeg diens carrière als jurist in de kiem. Tevoren biedt hij hem wel een lening aan, maar de trotse, stugge Katadreuffe weigert die. Jaren na het faillissement keert de zoon de rollen om en daagt zijn vader uit door welbewust bij diens kantoor een lening aan te vragen.
Na een nieuwe start eist Dreverhaven zonder reden de al bijna afgeloste lening op en vraagt ten derden male het faillissement aan, maar dit wordt afgewezen, zodat Katadreuffe zijn studie kan voltooien en beëdigd zal worden als advocaat. Vermoedelijk op instigatie van de vader wordt een protest ingediend tegen de beëdiging, maar ook dit loopt met een sisser af. Deze reeks van gebeurtenissen loopt parallel aan Katadreuffes persoonlijke groei: aan het eind van het verhaal is hij zijn vader ontgroeid, en bij een toevallige ontmoeting suggereert de vader dat de tegenwerking Jacobs karakter versterkt heeft. Pas tijdens de vergevorderde ziekte van zijn moeder ontdekt hij dat zij niets gebruikt heeft van het geld dat hij had gestuurd om haar armoede te verlichten. Alles staat op een spaarbankboekje dat voor hem is bedoeld. Ook ziet hij de bewijzen van zijn vaders generositeit tegenover zijn moeder pas nadat hij het contact met zijn vader verbroken heeft.

## Thema's en motieven
In 1938, het jaar waarin hij Karakter uitbracht, schreef Bordewijk: Van mijn romans meen ik te mogen zeggen: 'Een ondeugd of de overdrijving van een deugd voert uiteindelijk naar de ondergang. Het aan The Rime of the Ancient Mariner van Samuel Coleridge ontleende motto van het boek verwijst naar het te laat inzien wat belangrijk is in het leven: 'A sadder and wiser man / he rose the morrow morn' (Als treuriger en wijzer man / stond hij ‘s anderendaags op), maar toont ook dat men kan leren van (andermans) fouten.
Het boek toont de schaduwzijden van een sterk karakter. Er is een wederzijdse, maar niet uitgesproken toenadering tussen Jacob en Lorna te George, een secretaresse van het advocatenkantoor. Katadreuffe beziet de relatie echter vooral in termen van zijn carrièrebelang, en zij trouwt met een ander. Te laat beseft Jacob dat hij oprechte liefde voor haar koesterde. Zij en de huisvriend Jan Maan zijn mildere karakters, waarvan Jacob zich door zijn stugge gedrevenheid vervreemdt. Ook hebben de vader, moeder en zoon relaties met een sterke emotionele lading die ze niet kunnen hanteren, zodat ze op een formele, afstandelijke manier met elkaar omgaan, en elkaars behoeften slechts indirect en soms op bizarre wijze erkennen. Zo beziet Dreverhaven de woedeaanvallen van zijn zoon over de tegenwerking, en biedt daarbij meermalen een mes aan waarmee deze hem kan aanvallen. Het te laat of onvoldoende aanvaarden van gevoelens bij zichzelf en de ander is een leidmotief van het verhaal. De ogenschijnlijk onbehouwen Dreverhaven doorziet gevoelens nog het best, maar zijn allesoverheersende doelgerichtheid staat menselijk contact in de weg.

## Bewerkingen

### Televisie en film
In 1971 is van het boek een televisieserie gemaakt, met in de hoofdrollen Ko van Dijk (vader) en Lex van Delden (zoon). Karakter werd in 1997 verfilmd door Mike van Diem. In het script zijn ook elementen uit de postuum gepubliceerde vroege novelle Dreverhaven en Katadreuffe verwerkt. De film won zowel een Oscar als een Gouden kalf.

### Toneelstuk
In 2008 maakte Peter Sonneveld voor zijn theatergroep Bonheur in Rotterdam een toneelbewerking van het boek. In 2010 is een toneelbewerking gemaakt door Ger Thijs, die ook de regie op zich nam. Joost Prinsen was Dreverhaven en Waldemar Torenstra speelde de rol van Katadreuffe.